# Hermanas hasta la muerte
Hermanas hasta la muerte o Bad Sisters en inglés (originalmente titulada Emerald) es una serie de televisión de comedia negra irlandesa desarrollada por Sharon Horgan, Dave Finkel y Brett Baer. Ambientada en Dublín, está basada en la serie flamenca Clan, creada por Malin-Sarah Gozin. La serie fue filmada en Irlanda. Los dos primeros episodios se emitieron el 19 de agosto de 2022.

## Argumento
Después de que su cuñado, John Paul, muere en circunstancias inesperadas, las hermanas Garvey, Eva, Grace, Ursula, Bibi y Becka, se encuentran en el centro de una investigación de seguros de vida. La serie cambia de línea de tiempo: una antes de la muerte de John Paul, en la que vemos a Eva, Ursula, Bibi y Becka conspirar para asesinar a John Paul por su trato a Grace, y otra después de la muerte de John Paul, en la que un determinado agente de seguros intenta probar la participación de las hermanas para salvar su negocio.

## Reparto
- Sharon Horgan como Eva Garvey, la hermana mayor de la familia Garvey que protege a sus hermanas menores, ya que las cuidó después de la muerte de sus padres. Eva es soltera y su infertilidad juega un papel en el fracaso de sus relaciones pasadas. Ella entra en conflicto con John Paul principalmente debido a su trato hacia Grace, pero también en el trabajo donde ambos solicitan la misma promoción.
- Anne-Marie Duff como Grace Williams, la segunda hermana mayor de la familia Garvey, esposa de John Paul y madre de Blánaid. Aunque está enamorada de su esposo, Grace está sofocada por sus roles tradicionales como esposa y madre, y John Paul le otorga una independencia mínima. Su relación con sus hermanas se vuelve distante debido a su necesidad de defender el mal comportamiento de su esposo.
- Eva Birthistle como Ursula Flynn, la hermana mediana de la familia Garvey, esposa de Donal y madre de tres hijos. Ursula trabaja como enfermera y tiene una relación extramatrimonial con Ben. Ella entra en conflicto con John Paul después de que él descubre su aventura y amenaza con informar a Donal.
- Sarah Greene como Bibi Garvey, segunda hermana menor de la familia Garvey, esposa de Nora y madre de un hijo adoptivo. Ella entra en conflicto con John Paul después de que él es responsable del accidente automovilístico que resultó en la pérdida de su ojo. Lleva un parche en el ojo y es el ímpetu de la decisión de las hermanas de asesinar a John Paul.
- Eve Hewson como Becka Garvey, la hermana menor de la familia Garvey. Es masajista con aspiraciones de abrir su propio estudio. Ella entra en conflicto con John Paul después de que él incumple su acuerdo de invertir en su negocio. Ella comienza una relación con Matthew, sin darse cuenta de que su compañía de seguros está investigando la muerte de John Paul.
- Brian Gleeson como Thomas Claffin, agente de seguros de Claffin & Sons. Se hace cargo del negocio de su familia tras el suicidio de su padre, quien ha llevado el negocio al borde de la bancarrota. Abre una investigación de seguros sobre la muerte de John Paul como un último intento desesperado por salvar la agencia de seguros, y llega a sospechar que las hermanas Garvey han sido las asesinas.
- Daryl McCormack como Matthew Claffin, hermano de Thomas. Es un músico que se une a su hermano para trabajar en Claffin & Sons después de la muerte de su padre y comienza una relación con Becka, sin darse cuenta de que ella es sospechosa en la investigación de su seguro.
- Assaad Bouab como Gabriel, compañero de trabajo de Eva y John Paul. Desarrolla una amistad con Eva, que ella confunde con un interés romántico. Él le revela que es gay, aunque no en el trabajo.
- Claes Bang como John Paul Williams, esposo de Grace y padre de Blánaid. Es una persona cruel, vengativa y abusiva, que ejerce un control total sobre la vida de su esposa e hija, y entra en conflicto con el resto de las hermanas Garvey. Se le representa como recientemente fallecido al comienzo de la serie, pero las circunstancias de su muerte no son seguras.

## Reconocimientos
La serie se alzó ganadora con dos premios de la Academia Británica de las Artes Cinematográficas y de la Televisión (BAFTA, por su sigla en inglés) para Televisión en su edición de 2023 en las categorías Mejor serie dramática y Mejor actriz de reparto para Anne-Marie Duff.
En los 75 Premios Emmy Temporada 2022-2023, logró tres nominaciones en categorías principales: Mejor actriz principal en Serie de Drama (Sharon Horgan), Mejor dirección en Serie de Drama                                                    (Dearbhla Walsh, por el capítulo "The Prick") y Mejor guion Serie de Drama (Sharon Horgan, Dave Finkel, Brett Baer).
En los 28th Critics Choice Awards, la serie recibió nominaciones como Mejor serie dramática de TV y Mejor actriz principal en una serie dramática de TV (Sharon Horgan).

## Recepción
El sitio web del agregador de reseñas Rotten Tomatoes informó un índice de aprobación del 100% con una calificación promedio de 8.2/10, según 51 reseñas de críticos. El consenso de los críticos del sitio web dice: "los secretos oscuros son un asunto familiar en Bad Sisters, un misterio de asesinato desenfrenadamente divertido que hace un buen uso de su conjunto talentoso mientras ejemplifica la inclinación de la creadora y estrella Sharon Horgan por el calor salado". Metacritic, que usa un promedio ponderado, le asignó una puntuación de 79 sobre 100 basada en 22 críticas, lo que indica "críticas generalmente favorables".